# レディ・ワシントン (ブリッグ)
初代レディ・ワシントンは、18世紀後半の約10年間に活動した商船で、アメリカ太平洋岸北西部を最初に行ったアメリカ船であり、また日本に来航した最初のアメリカ船でもある。また、そのレプリカが1989年に建造された。

## レディ・ワシントン（18世紀）
初代レディ・ワシントン（単にワシントンと呼ばれることも多い）は、90トンのブリッグ型商船である。1750年代にまだ英国植民地であったマサチューセッツで建造され、アメリカ独立戦争中は私掠船として活動した。船名はジョージ・ワシントンの妻であるマーサ・ワシントンに由来する。
最初のアメリカ太平洋岸北西部探検使用された2隻の内の1隻であり、1787年10月1日にボストンを出港した。ホーン岬経由で太平洋岸北西部に達し、現地のインディアン達と毛皮や生皮の交易を行い、さらには太平洋を横断し中国と茶や陶磁器の交易を行った。ボストン出港時の船長はロバート・グレイであったが、途中でジョン・ケンドリック（もう一隻のコロンビア・レディビバの船長であった）と交代した。建造時はスループであったが、ケンドリックがブリッグに改造した。
レディ・ワシントンは、日本に来航した最初のアメリカ船である（1791年5月6日）。ケンドリックは売れ残りの生皮を鎖国中の日本で売り捌こうとしたが、毛皮の価値が当時の日本になかったことと幕府の秘密裏の掃討計画を知らされ、交易を断念し、退去した。この来航を記念して和歌山県東牟婁郡串本町の紀伊大島、樫野埼に日米修交記念館が建設されている。またJR串本駅前には1995年にレディ・ワシントンのブロンズ像が建立された。
ケンドリックは1794年にハワイで死亡したが、レディ・ワシントンはその後も太平洋交易に従事し、1797年にフィリピンで沈没した。

## レディ・ワシントン（レプリカ）

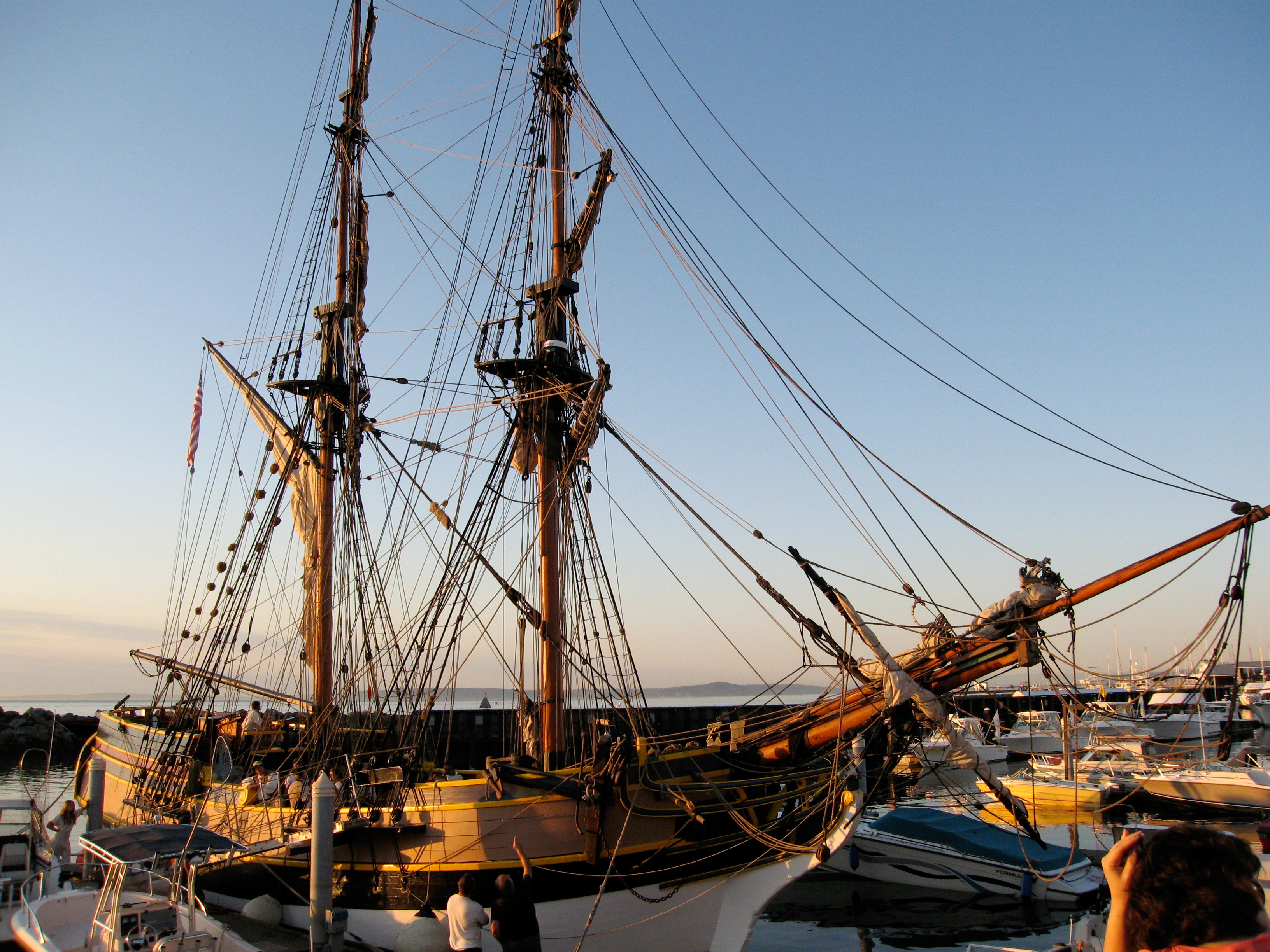
ワシントン州エドモンズ港におけるレディ・ワシントン

レディ・ワシントンのレプリカが、1989年のワシントン州制施行100周年を記念してワシントン州アバディーンで建設されている。アバディーンはグレイズハーバー群にあるが、郡の名前はレディ・ワシントンの船長であったロバート・グレイにちなんだものである。
2代目レディ・ワシントンは「州船（State Ship）」 であり、また「帆船大使（Tall Ship Ambassador）」にも任命されており、新たな自身の歴史を作りつつある。グレイズ・ハーバー港湾局の後援の元、専任あるいはボランティアの乗員により太平洋岸の航海訓練などを行っている。
現在は定期的にハワイアン・チーフテンとペアで、帆船時代の交易、船員の生活、士官の責任などの学習のための航海を行っている。

## 映画・TVなどへの出演

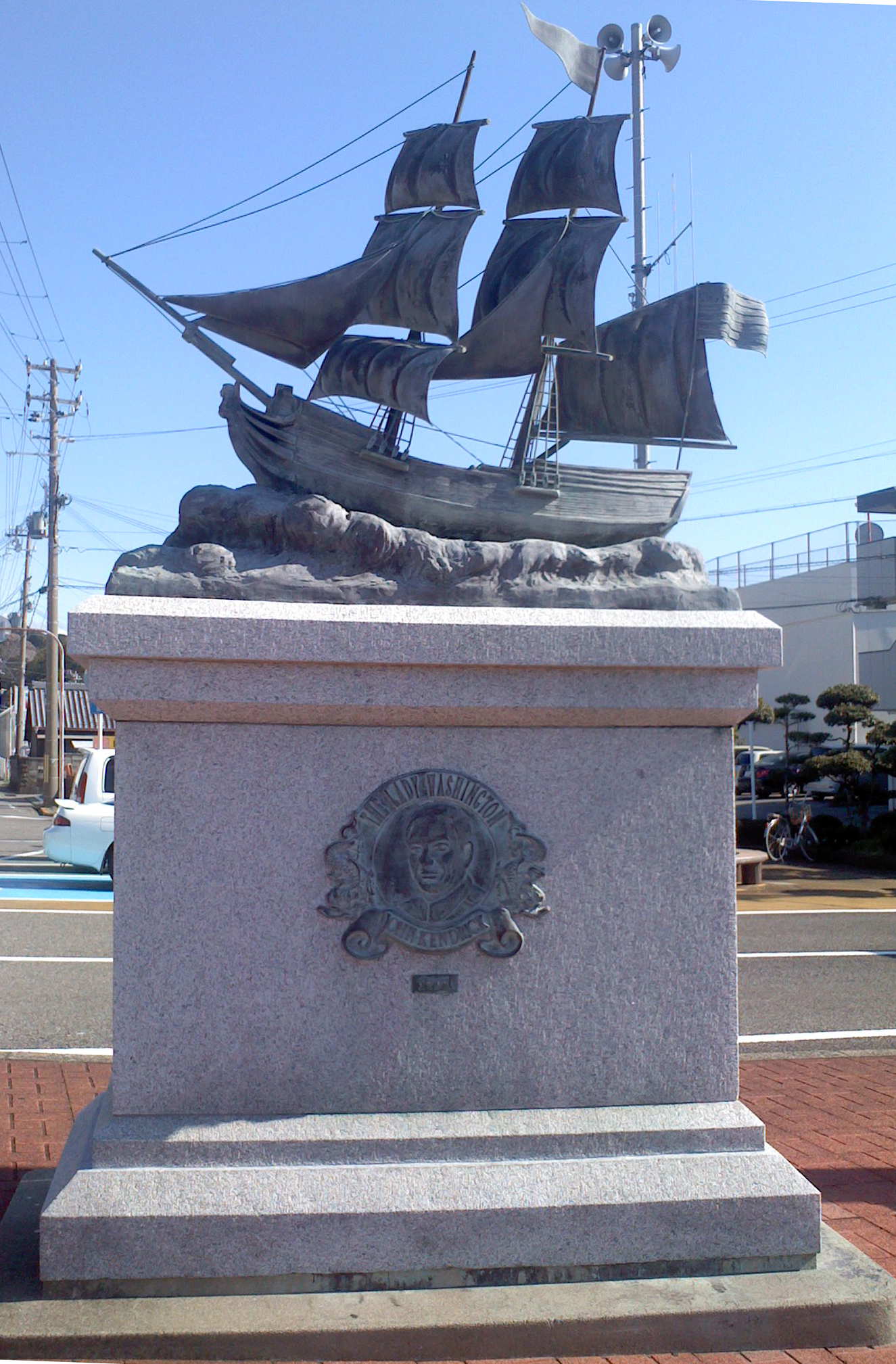
JR串本駅前に建立されたレディワシントン号の記念碑

レディ・ワシントンは1994年に公開された映画『スタートレック ジェネレーションズ』ではブリッグ・エンタープライズを演じた姿で映画冒頭のみであるが登場している他、より有名な例としては、2003年に公開された映画『パイレーツ・オブ・カリビアン/呪われた海賊たち』において、劇中に登場する架空の船、インターセプター号として登場しており、こちらでは前述のジェネレーションズよりも登場時間が長い。また、ディズニー映画トレジャー・プラネットのRLSレガシーの原型でもある。

## 参考
1. ↑  Garys Harbor Historical Seaport Authority[要文献特定詳細情報]
2. ↑  State Symbols Archived 2007年11月15日, at the Wayback Machine.